# Georges Guillain (médecin)
Pour les articles homonymes, voir Georges Guillain.
Georges Charles Guillain, né à Rouen le 3 mars 1876 et mort à Paris le 29 juin 1961, est un neurologue français.

## Biographie
Fils de Louis Aléaïs Elizard Guillain, ingénieur civil, et de Gabrielle Louise Blanche Lemaignement, Georges Charles Guillain nait le 3 mars 1876 au N°51 rue de la République à Rouen.
Il commence ses études de médecine dans sa ville natale, puis s'installe à Paris où il est externe, puis interne, en 1898, premier de sa promotion. Il s'oriente rapidement vers la neurologie, il est l'interne de Fulgence Raymond, qui a succédé à Jean-Martin Charcot à la Chaire des maladies du système nerveux à la Salpêtrière. Son premier travail scientifique, dès 1898, concerne les lésions du plexus brachial. Il obtient son doctorat en médecine à Paris en 1902.
Le 17 février 1906, docteur en médecine et résident 6 rue de Luynes, il épouse, à la mairie du 7e arrondissement de Paris, Juliette Marie Alix Chauffard, domiciliée 2 rue de Saint-Simon, fille d'Anatole Chauffard, docteur en médecine, membre de l'académie de médecine, chevalier de la légion d'honneur, et de Jeanne Louise Marie Bucquoy. Ils auront cinq filles : 
- Yvonne Marie, née le 10 juillet 1907, 6 rue de Luynes Paris 7e, mariée le 14 mars 1927 au neurologue Marie Mathieu Jean Raymond Garcin à la mairie du 7e arrondissement de Paris[5], et décédée le 1er juillet 1968 à Saint-Germain-en-Laye[6].
- Andrée Marie, née le 11 février 1909, 6 rue de Luynes Paris 7e, mariée en premières noces à Jean-Paul Claude Deshayes de Cambronne le 23 juin 1932 à Paris 7e, divorcée le 28 janvier 1949, mariée en secondes noces à Hervé Delagrave le 21 avril 1949 à Paris 7e et décédée le 20 novembre 1999 à Paris 16e[7]
- Jacqueline Louise Marie, née le 26 janvier 1913, 215 bis boulevard Saint-Germain Paris 7e, mariée à Jean Godet le 23 janvier 1939 à Paris 7e et décédée à Boulogne-Billancourt le 7 janvier 2000[8]
- Georgine Marie, née le 9 août 1917, 215 bis boulevard Saint-Germain Paris 7e, mariée à Michel Louis Marie Rathery le 21 juillet 1947 à Paris 7e et décédée le 31 décembre 2011 à  Paris 6e[9]
- Solange Marie, née le 23 novembre 1922, 215 bis boulevard Saint-Germain Paris 7e, mariée à Marie Édouard Serge Houssin le 14 octobre 1946[10]

Il est chef de clinique des maladies du système nerveux de 1903 à 1905, médecin des hôpitaux en 1906, et professeur agrégé en 1910, à l'âge 34 ans seulement.
Durant la Première Guerre mondiale, il sert à l'École de médecine et de chirurgie de guerre, créée par Claudius Regaud et qui fonctionne dans l'HOE de Bouleuse, près de Reims. Cette école devint un centre réputé d'instruction et de perfectionnement pour tous les médecins et les chirurgiens qui y passaient. Puis il sert en qualité de médecin-chef du Centre neurologique de la VIe Armée avec son ami Jean Alexandre Barré. C'est en 1916 que ces deux médecins décrivent avec André Strohl le syndrome de radiculo-névrite avec hyperalbuminose du liquide céphalo-rachidien sans réaction cellulaire, dit Syndrome de Guillain-Barré.
En 1919, il est nommé médecin à l'hôpital de la Charité. Sa carrière est couronnée en 1923 par sa nomination à 47 ans à la chaire de neurologie à l'hôpital de la Salpêtrière de Paris, où il succède à Pierre Marie. Il occupe cette chaire jusqu'à sa retraite en 1947.
Guillain a publié de nombreux articles scientifiques. Avec son ami Barré, il publia notamment en 1920 un grand travail relatant leur expérience clinique durant la guerre. 
En dehors de son œuvre scientifique, il est aussi l'auteur d'une biographie de Charcot qui fait autorité.
Il meurt à son domicile, 215 bis boulevard Saint-Germain Paris 7e, le 29 juin 1961.

## Éponymie
- Réaction de Guillain-Laroche-Léchelle, réaction au benjoin colloïdal.
- Syndrome de Guillain-Barré-Strohl, la forme commune de polyradiculoneuropathie inflammatoire acquise.
- Syndrome de Guillain-Thaon, syndrome rare dû à la syphilis du système nerveux central.

## Publications
- Anatomie topographique du système nerveux central, Georges Guillain, Ivan Bertrand, 1926.
- J.M. Charcot (1835-1893) : Sa vie, son œuvre, Paris, Masson, 1955, 188 p. (OCLC 14649700).

## Distinctions
- Légion d'honneur : Chevalier le 19 juillet 1916, à titre militaire, Officier le 31 juillet 1928, Commandeur le 14 septembre 1949[14].
- Commandeur de l'ordre de l'Étoile de Roumanie
- Officier de l'ordre de Léopold
- Commandeur du Ouissam alaouite chérifien
- Chevalier de l'ordre de Dannebrog
- Chevalier de l'ordre de la Couronne d'Italie
- Membre de l'Académie des sciences.
- Membre des académies américaine et japonaise des sciences.
- Président de l'Académie nationale de médecine (1942).

## Sources et bibliographie
- Raymond Turpin, Notice sur la vie et les travaux de Georges Guillian, 20 septembre 1965